# Liste der Naturdenkmale in Waldlaubersheim
Die Liste der Naturdenkmale in Waldlaubersheim nennt die im Gemeindegebiet von Waldlaubersheim ausgewiesenen Naturdenkmale (Stand 7. März 2024).

## Ehemalige Naturdenkmale
| Nr. | Bezeichnung  | Lage                                 | Beschreibung | Bild                                    |
| --- | ------------ | ------------------------------------ | --- | --------------------------------------- |
|     | Lindengruppe | westlich des Ortes an der L 214 Lage | Tilia cordata, sieben Bäume, und Tilia platyphyllos, drei Bäume; Rechtsverordnung aufgehoben; auch zu Warmsroth | Direkt Bild zu diesem Denkmal hochladen |